# Dolné Saliby
Dolné Saliby (ungarisch Alsószeli) ist eine Gemeinde in der Westslowakei. Sie liegt im Donautiefland, 116 Meter über dem Meeresspiegel, 10 km südöstlich von Galanta.

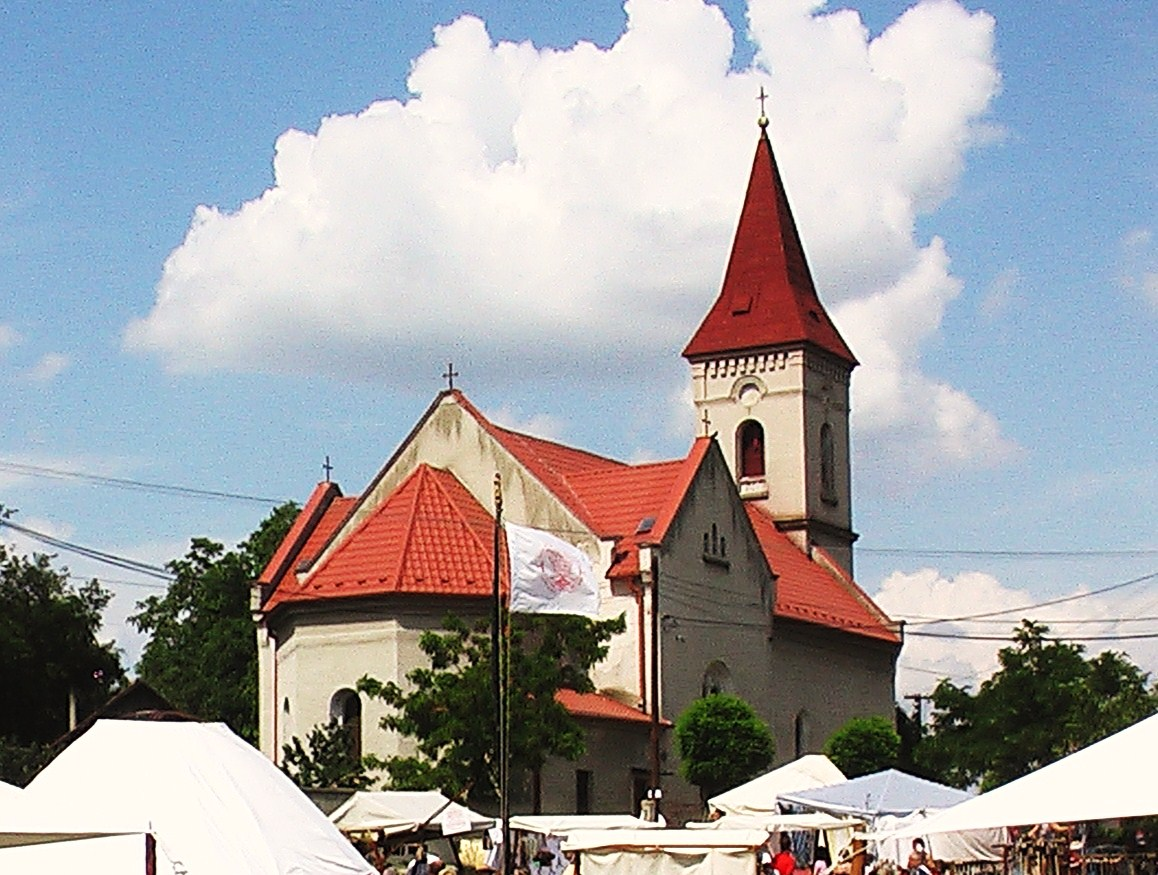
Katholische Kirche

## Geschichte
Der Ort wurde 1217 erstmals erwähnt, ab 1492 als Alsószeli. Im Mittelalter befand sich neben ihr das ehemalige Dorf Berény. Seit 1246 gehörte die Gemeinde kurzzeitig zum Stift Heiligenkreuz. Nach der Urkunde von Karl I. Robert wurde das Dorf 1313 für die Familie Kacsics gespendet. 
Im Jahre 1910 hatte Dolné Saliby 2148 überwiegend ungarische Einwohner. Die Gemeinde gehörte bis 1918 im Komitat Pressburg zum Königreich Ungarn. Nach dem Ende des Ersten Weltkrieges kam sie infolge des Vertrags von Trianon zur Tschechoslowakei, von 1938 bis 1945 gehörte das Dorf infolge des Ersten Wiener Schiedsspruchs wiederum zu Ungarn. Nach dem Ende des Zweiten Weltkrieges gehörte Dolné Saliby wiederum zur Tschechoslowakei, beziehungsweise seit 1993 zur Slowakei. Nach dem Ergebnis der Volkszählung 2001 gab es 1921 Einwohner (1500 Ungarn, 414 Slowaken). Bis 1960 gehörte auch das heute selbständige Dorf Dolný Chotár, 18 Kilometer südlich gelegen, zum Gemeindegebiet.

## Bevölkerung
| Jahr:                | 1994. | 2004.   | 2014.   | 2024.   |
| -------------------- | ----- | ------- | ------- | ------- |
| Anzahl der Personen: | 1912  | 1957    | 1954    | 2024    |
| Unterschied:         |       | +2,35 % | -0,15 % | +3,58 % |

| Jahr:                | 2023. | 2024.   |
| -------------------- | ----- | ------- |
| Anzahl der Personen: | 2036  | 2024    |
| Unterschied:         |       | -0,58 % |

## Sehenswürdigkeiten
- katholische Kirche, wurde im Jahre 1875 gebaut
- evangelische Kirche, wurde im Jahre 1877 gebaut
- Millennium-Denkmal

## Söhne und Töchter der Gemeinde
- Géza Petrik (* 3. Oktober 1845; † 26. August 1925 in Budapest), ungarischer Bibliograf
- László Pukkai (* 17. Februar 1941), ungarischer Historiker, Heimatforscher, Pädagoge, Publizist
- László Szarka, ungarischer Historiker, Direktor des Instituts für Minderheiten an der Ungarischen Akademie der Wissenschaften in Budapest
- Mária Haraszti, (* 8. Dezember 1959) ungarische Schriftstellerin
- József Berényi, ungarischer Politiker
- Andrej Csemez (* 1998), slowakischer Boxer

## Kultur
- Monografie Haraszti Mária: Alsószeli wurde im Jahre 1990 über die Geschichte des Dorfes Dolné Saliby veröffentlicht.
- Die Geschichte der Gemeinde Dolné Saliby 1217–2007, unter der ungarischen Bezeichnung Alsószeli község története 1217–2007 veröffentlichte Dr. László Pukkai im Jahre 2007.
- Jurte Tagen – traditionelles kulturelles Festival (ungarisch Alsószeli Jurtanapok Kulturális Fesztivál és Nyári Szabadegyetem)
- Ungarische Volksliedgruppe Alsószeli
- Volkstanzgruppe Varsás
- Volksmusikgruppe Bendő